# Prefecturile Japoniei
Prefecturile Japoniei reprezintă grupul celor 47 de subdiviziunile naționale de prim ordin ale țării, având următoarele categorii distincte – o zonă de tip "metropolis" (都 to), Tokyo; una de tip "circuit" (道 dō), Hokkaidō; două prefecturi urbane (府 fu), Osaka și Kyoto; precum și alte 43 de prefecturi "obișnuite" (県 ken). În japoneză, toate prefecturile sunt curent denumite todōfuken (都道府県?). Prefecturile sunt structuri ale guvernului local mai mari decât municipiile, orașele și satele (en).
Șeful executivului fiecărei prefecturi este ales direct, fiind un guvernator (知事 chiji?). Ordonanțele și bugetele sunt emise de un ansamblu (議会 gikai?) mono-cameral, ale cărui membri sunt aleși pe termene de patru ani.
Conform actualei legi de autonomie locală, fiecare prefectură este divizată în continuare în municipii (市 shi) și districte (郡 gun). Fiecare district este apoi divizat mai departe în orașe (町 chō ori machi) și sate (村 son or mura). În schimb, prefectura Hokkaidō are 14 sub-prefecturi care funcționează ca diferite oficii departamentale (支庁 shichō) ale aceleiași prefecturi. Există și alte prefecturi care au diferite departamente similare, care îndeplinesc funcțiile administrative în afara capitalei prefecturii.

## Istoric
Actualul sistem a fost realizat de Guvernarea Meiji în iulie 1871 odată cu abolirea sistemului administrativ feudal japonez, cunoscut sub numele de han, și înlocuirea sa cu sistemul prefecturilor (廃藩置県 haihan-chiken) simultan cu schimbarea structurii politice japoneze și la introducerea democrației participative. Deși în faza inițială au fost create peste 300 de prefecturi, multe dintre acestea fiind formate pe baza teritoriilor han, acest număr a fost redus la 72, spre sfărșitul anului 1871, și apoi la 47, în 1888. În 1947, Legea autonomiei locale a acordat mai multă putere politică, economică și administrativă prefecturilor, instalând guvernatori și parlamente locale.

## Tipuri de prefecturi

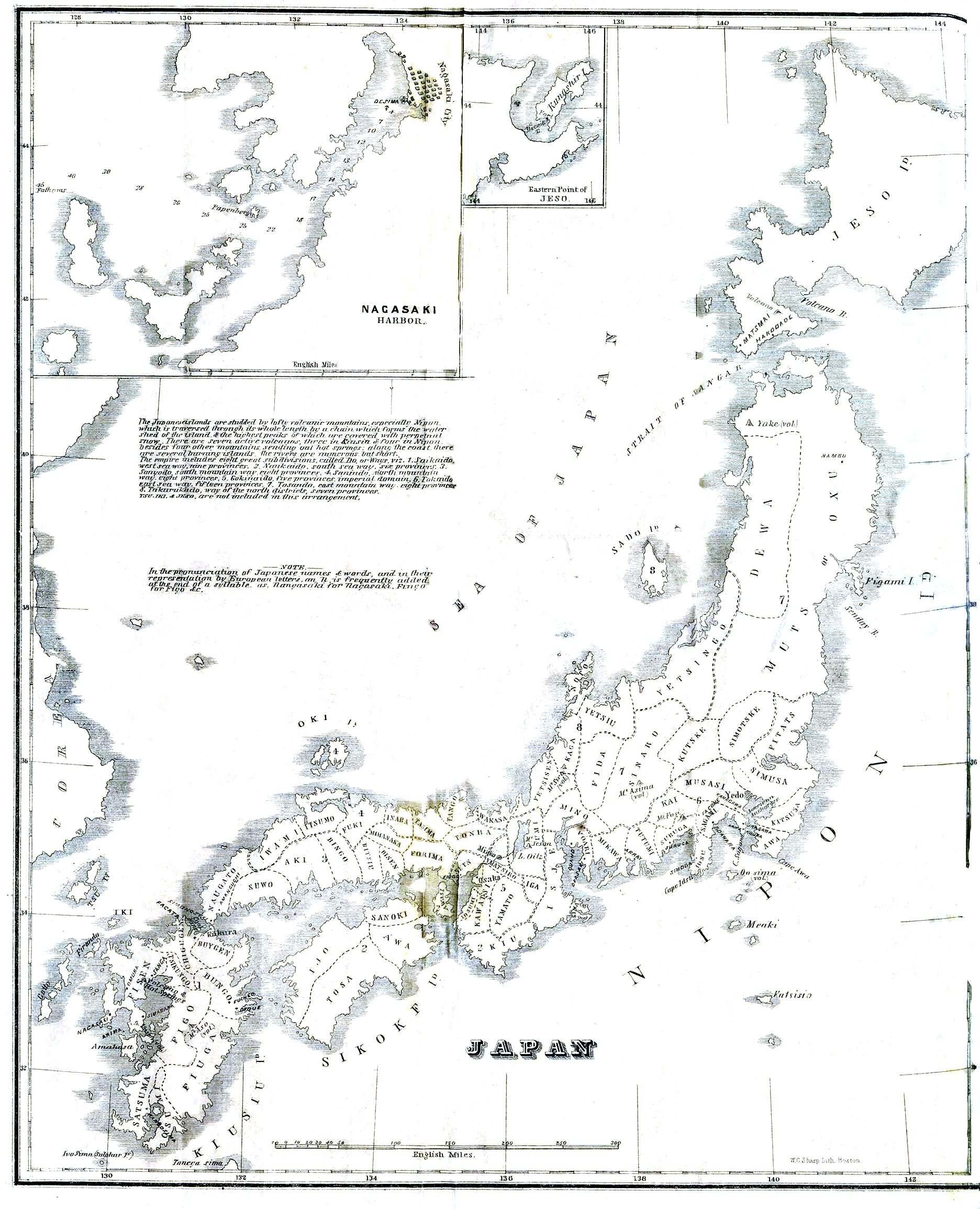
Provinciile Japoniei pe o hartă din 1855. Romanizarea numelor provinciilor practicată pe această hartă nu se mai foloseşte astăzi.

To, dō, fu și ken diferă în nume doar pentru motive istorice. Înainte de 1947, nu exista nici o diferență administrativă între cele patru tipuri. În mod curent, prefecturile sunt numite doar după numele lor propriu, fără nici un sufix, cu excepția prefecturii Hokkaidō. Oricum, sufixul este folosit doar atunci când trebuie a se face distincția dintre un oraș și o prefectură având același nume. Spre exemplificare, Hiroshima-ken este numele prefecturii, în timp ce Hiroshima-shi este numele orașului.

### Hokkaidō
Termenul dō (aproximativ echivalent cu circuit) a fost utilizat originar pentru a se referi la regiunile Japoniei, așa cum ar fi Tōkaidō și Saikaidō, care sunt constituite din mai multe provincii. Pentru desemnarea sa se utilizează caracterul kanji pentru "drum", considerându-se a fi fost create de împăratul Tenmu.
Hokkaidō, singura prefectură de astăzi care conservă sufixul dō, nu a fost nici una din cele șapte prefecturi de tip dō originare (cunoscute, de asemenea, drept Ezo în era pre-modernă). Numele său, care a rămas același până astăzi, se crede a fi fost dat de Matsuura Takeshiro, un explorator japonez timpuriu al insulei. Din moment ce denominarea Hokkaidō nu se încadrează în existenta clasificare dō, un nou termen dō a fost creat pentru acoperirea sa.

### Tōkyō-to
Singurul to din Japonia este Tokyo. Ca urmare a abolirii sistemului de diviziune teritorială han, zona numită Tōkyō-fu, o prefectură urbană aidoma celor două similare, Kyoto și Osaka, a cuprins un număr de orașe, dintre care cel mai larg a fost Tokyo City. Acesta a fost divizat în continuare în 15 districte.
Guvernul japonez folosește ca traducere oficială pentru Tōkyō-to termenul de "Tokyo Metropolis" (sau "Tokyo metropolitan") în aproape toate cazurile, iar guvernul orașului Tokyo este denumit oficial "Guvernul Tokyo-ului metropolitan." Există, în schimb, surse care folosesc pentru Tōkyō-to desemnarea "Prefectura Tokyo".

## Lista prefecturilor

### Lista conform ordinii ISO

Hartă a prefecturilor Japoniei (în ordinea ISO 3166-2:JP) și a regiunilor Japoniei.

Prefecturile sunt adesea grupate în regiuni. Aceste regiuni nu sunt formal precizate, nu au oficiali aleși și nici organe de conducere. Oricum, practica de a ordona prefecturile bazat pe vecinătatea lor geografică în regiuni este comună. De la nord la sud, conform numărării în geocodificarea ISO pentru japonia, ISO 3166-2:JP, prefecturile Japoniei și regiunile lor adesea asociate sunt
| Hokkaidō 1. Hokkaidō Tōhoku 2. Aomori 3. Iwate 4. Miyagi 5. Akita 6. Yamagata 7. Fukushima Kantō 8. Ibaraki 9. Tochigi 10. Gunma 11. Saitama 12. Chiba 13. Tokyo 14. Kanagawa | Chūbu 15. Niigata 16. Toyama 17. Ishikawa 18. Fukui 19. Yamanashi 20. Nagano 21. Gifu 22. Shizuoka 23. Aichi Kansai 24. Mie 25. Shiga 26. Kyoto 27. Osaka 28. Hyōgo 29. Nara 30. Wakayama | Chūgoku 31. Tottori 32. Shimane 33. Okayama 34. Hiroshima 35. Yamaguchi Shikoku 36. Tokushima 37. Kagawa 38. Ehime 39. Kōchi Kyūshū 40. Fukuoka 41. Saga 42. Nagasaki 43. Kumamoto 44. Ōita 45. Miyazaki 46. Kagoshima 47. Okinawa |

Karafuto, o porțiunea insulei Sahalin la nord de Hokkaidō (nu este indicată pe hartă), a fost parte a Japoniei între 1907 până la sfârșitul celui de-al doilea război mondial. De atunci, insula aparține în întregime Rusiei, respectiv între 1945 și 1991 Uniunii Sovietice, dar există japonezi care consideră Karafuto încă parte a Japoniei.